# NHK ni Youkoso!
NHK ni Youkoso! (яп. N・H・Kにようこそ！, Ен Ейч Кей ні йо:косо!) — ранобе, аніме і манґа. Автор оригінального сюжету — Тацухіко Такімото, графіка — Йосітосі Абе. Сюжет розповідає про хлопця-хікікоморі Тацухіро Сато.

## Сюжет
Тацухіро Сато — схиблений на теорії змови 22-річний хікікоморі, який перестав ходити до університету і живе в повній ізоляції від суспільства. Він вірить в існування NHK, таємної організації, що слідкує за ним. Навіть вихід з власної квартири для хлопця є важким випробуванням. Проте життя Сато змінюють дві зустрічі. Перша — з сусідом через стіну, аніме-фанатом з мрією створити популярну гру, який виявився його колишнім однокласником Каору Ямадзакі. Друга людина, з якою зустрічається головний герой, — дівчина Місакі Накахара, яка намагається допомогти Тацухіро.
Місакі пропонує Сато підписати з нею договір, згідно з яким дівчина допоможе герою перестати бути хікікоморі. Після певних вагань Тацухіро йде на угоду. Вони починають зустрічатися в парку. Поступово життя Сато змінюється, зникає його страх виходити з дому і спілкуватися з людьми.

## Персонажі
Тацухіро Сато (яп. 佐藤 達広)
Сейю: Юката Коїдзумі
Головний герой, хікікоморі. 22-річний безробітний.
Місакі Накахара (яп. 中原 岬)
Сейю: Юй Макіно
Головна героїня. Зустрівши Тацухіро, намагається йому допомогти.
Каору Ямадзакі (яп. 山崎 薫)
Сейю: Дайсуке Сакаґуті
Колишній однокласник Сато, шанувальник аніме. У середній школі над Каору знущалися. Проте, коли одного разу за нього заступився Тацухіро, Ямадзакі і головний герой стали друзями.
Хітомі Касіва (яп. 柏 瞳)
Сейю: Кобаясі Санае
Колишня однокласниця Сато. У середній школі була старостою літературного клубу, куди запросила і головного героя.
Мегумі Кобаясі (яп. 小林 恵)
Сейю: Ріса Хаямізу
Колишня однокласниця Сато. В середній школі була старостою класу. Після смерті батька, щоб прогодувати себе і свого брата (який став хікікоморі), змушена тяжко працювати, проте через помилки потрапила до фінансової піраміди.
NHK
Таємнича організація, в існування якої вірить головний герой, — Nippon Hikikomori KYOKAI (яп. 日本ひきこもり協会). Назва NHK може бути пародією на справді існуючу японську телекомпанію Nippon HOSO KYOKAI (яп. 日本放送協会).

## Медіа

### Ранобе
NHK ni Youkoso! спочатку виник як ранобе, який був опублікований 28 січня 2002 року (ISBN 4-04-873339-7). Автор — Тацухіко Такімото, ілюстратор — Йосітосі Абе.

### Манґа
NHK ni Youkoso!, адаптована тепер в манґу, публікувалася в японському журналі Shonen Ace з 24 червня 2004 по 6 червня 2007 року. Автор — Тацухіко Такімото, ілюстратор — Ойва Кенді. Всього було опубліковано 8 томів.

#### Список томів манґи
| № | Дата виходу       | ISBN                   |
| - | ----------------- | ---------------------- |
| 1 | 24 червня 2004    | ISBN 4-04-713636-0     |
| 2 | 22 листопада 2004 | ISBN 4-04-713681-6     |
| 3 | 24 травня 2005    | ISBN 4-04-713715-4     |
| 4 | 25 листопада 2005 | ISBN 4-04-713758-8     |
| 5 | 22 червня 2006    | ISBN 4-04-713828-2     |
| 6 | 21 листопада 2006 | ISBN 4-04-713871-1     |
| 7 | 24 травня 2007    | ISBN 978-4-04-713924-4 |
| 8 | 24 липня 2007     | ISBN 978-4-04-713943-5 |

### Аніме
Аніме-серіал «NHK ni Youkoso!» (англ. Welcome to the N.H.K) — це адаптація манґи, опублікована холдингом Gonzo. Режисером виступив Юсуке Ямамото, серіал транслювався в Японії з 9 липня по 17 грудня 2006 року на телеканалі Chiba TV та пізніше на інших станціях JAITS. Hiroshima Home Television та місцевий канал у Хірошімі ANN почали транслювали серіал з 16 липня по 23 грудня 2006 року. Серіал координував Сатору Нішізоно, дизайн персонажів створив Такахіко Йошида, а за музику відповідав Масао Фукуда. Компанія ADV Films ліцензувала аніме за $240 000 і випустила перший DVD з англійським виданням у жовтні 2007 року. У 2008 році англійську ліцензію передали компанії Funimation. Siren Visual ліцензувала серіал для показу в Австралії та Новій Зеландії.

### Музика
Аніме має чотири музичні композиції: дві початкові та дві завершальні. Перша початкова тема, «Puzzle» (パズル, Pazuru), була написана Рієко Іто, аранжована Кітагавою Кацутоші і виконана гуртом Round Table за участю Nino. Друга початкова тема є реміксом першої під назвою «Puzzle (extra hot mix)» (パズル-extra hot mix-), яка була створена тими ж людьми, що й перша початкова тема. Перша фінальна тема, яка використовувалася в епізодах з першого по дванадцятий, «Odoru Akachan Ningen» (踊る赤ちゃん人間, букв. «Танцюючі маленькі люди»), була написана Кендзі Оцукі, акомпонував її Фуміхіко Кіцутака, а вокальні партії виконували Оцукі та Кіцутака. Друга фінальна тема, використана в епізодах з тринадцятого по двадцять четвертий, «Modokashii Sekai no Ue de» (もどかしい世界の上で, букв. «На вершині світу, що розчаровує»), була написана Юґо Сасакурою, аранжована Масанорі Шімадою та виконана Юй Макіно.
Опенінг
1. «Puzzle» у виконанні Round Table feat. Nino (епізоди 1-12)
2. «Puzzle -extra hot mix-» у виконанні Round Table feat. Nino (епізоди 13-23)

Ендінг
1. «Odoru Akachan Ningen» у виконанні Оцукі Кендзі і Кіцутака Фуміхіко (епізоди 1-12)
2. «Modokashii Sekai no Ue de» у виконанні Юй Макіно (епізоди 13-22,24)